# Başkent Akademi FK
Başkent Akademi FK ist ein türkischer Fußballverein aus dem Landkreis Sincan in der Provinz Ankara. Ihre Heimspiele tragen die Schwarz-Rot-Weißen im Ankara Ostim Stadı aus.

## Geschichte

### Gründung
Der Verein wurde 1984 unter dem Namen Egospor als Fußball-Betriebsmannschaft der Elektrik-Gaz-Otobüs-Betriebe (kurz EGO, deutsch: Strom-Gas-Omnibus-Betriebe) der Großstadtverwaltung Ankara unter der Schirmherrschaft des Oberbürgermeisters der Stadt Ankara, Melih Gökçek, gegründet.

### Systembedingter Abstieg in die TFF 3. Lig
Da mit der Saison 2001/02 der türkische Profi-Fußball grundlegenden Änderungen unterzogen werden sollte, wurden bereits in der Spielzeit 2000/01 Vorbereitungen für diese Umstellung unternommen. Bisher bestand der Profifußball in der Türkei aus drei Ligen: Der höchsten Spielklasse, der einspurigen Türkiye 1. Futbol Ligi, der zweitklassigen fünfspurig und in zwei Etappen gespielten Türkiye 2. Futbol Ligi und der drittklassigen und achtgleisig gespielten Türkiye 3. Futbol Ligi. Zur Saison 2001/02 wurde der Profifußball auf vier Profiligen erweitert. Während die Türkiye 1. Futbol Ligi unverändert blieb, wurde die Türkiye 2. Futbol Ligi in die nun zweithöchste Spielklasse, die Türkiye 2. Futbol Ligi A Kategorisi (zu dt.: 2. Fußballliga der Kategorie A der Türkei), und die dritthöchste Spielklasse, die Türkiye 2. Futbol Ligi B Kategorisi (zu dt.: 2. Fußballliga der Kategorie B der Türkei), aufgeteilt. Die nachgeordnete Türkiye 3. Futbol Ligi wurde fortan somit die vierthöchste Spielklasse, die TFF 3. Lig. Jene Mannschaften, die in der Drittligasaison 2000/01 lediglich einen mittleren Tabellenplatz belegten, wurden für die kommende Saison in die neugeschaffene vierthöchste türkische Spielklasse, in die 3. Lig, zugewiesen. Egospor, welches die Liga auf dem 4. Tabellenplatz beendet hatte, musste so systembedingt in die 3. Lig absteigen.

### Umbenennung in Bugsaş Spor
Im Sommer 2005 wurde der Verein wieder unter der Schirmherrschaft Melih Gökçeks von den Bugsaş-Betrieben, einem Konglomerat der Verkehrs- und Gas-Betriebe der Hauptstadtverwaltung Ankara, übernommen und als Fußball-Betriebsmannschaft in Bugsaş Spor A.Ş. umbenannt. Der Verein wird auch als eine Art zweite Mannschaft von Osmanlıspor FK genutzt, der Betriebsmannschaft der Großstadtverwaltung Ankara, bei der Melih Gökçek ebenfalls im Vorstand sitzt.

### Neuzeit

Vereinswappen, welches ab der Namensänderung in Polatlı Bugsaşspor im Sommer 2012 etwa ein Jahr lang verwendet wurde

In der Spielzeit 2011/12 schloss man die TFF 2. Lig auf dem vierten Platz ab. So qualifizierte man sich für die Play-offs der TFF 2. Lig, schied hier im Halbfinale gegen Adana Demirspor aus und verpasste den Aufstieg in die TFF 1. Lig.
Im Sommer 2012 änderte der Verein seinen Namen in Polatlı Bugsaşspor um, änderte sein Logo und zog in die Provinzstadt Polatlı, einer Kreisstadt der Provinz Ankara. Ihre Spiele bestritt der Klub teilweise noch im Yenikent-Asaş-Stadion und teilweise im neuen Heimstadion Polatlı-Landkreisstadion. Die Drittligasaison 2012/13 beendete der Klub als Tabellendritter und qualifizierte sich somit für die Play-off-Phase der TFF 2. Lig. Da für die Spielzeit 2013/14 Ankaraspor, der ehemalige Stammverein vom Bugsaşspor, die Teilnahme an der TFF 1. Lig gerichtlich erzwang und Bugsaşspor selbst theoretisch ebenfalls in diese Liga aufsteigen könnte, verlangte der türkische Fußballverband von Polatlı Bugsaşspor seine Beziehung zu Ankaraspor zu erklären. So wollte der Verband ermitteln, ob die alten Beziehungen zu Ankaraspor noch bestanden. Hintergrund dieser Ermittlung war eine Verordnung des nationalen Fußballverbandes, wonach keine in Beziehung stehenden Vereine an einer Liga teilnehmen durften. Nachdem Bugsaşspor der Aufforderung nicht ausreichend nachkam, erklärte der Verband die alten Beziehungen zu Ankaraspor als vorhanden und verweigerte Bugsaşspor die Teilnahme an den Play-offs. Stattdessen nahm mit Nazilli Belediyespor der Sechstplatzierte an den Play-offs teil. Ein Einspruch von Bugsaşspor gegen dieses Urteil wurde abgewiesen.
Nach diesem Urteil wechselten gleich vier Spieler von Polatlı Bugsaşspor zu Ankaraspor. Dieser Umstand bestätigte die Einschätzung des Verbandes. Im Sommer 2013 änderte der Klub seinen Namen wieder in Bugsaşspor. Dieses Mal wurde aber statt der früheren Schreibweise Bugsaş Spor die Schreibweise Bugsaşspor. Das Vereinslogo wurde wieder auf die Vorjahresvariante geändert und der Klub kehrte wieder in die alte Wirkungsstätte Ankara zurück. Durch diese Änderungen wurde auch die Verbindung zu Ankaraspor wieder offen aufgenommen.
Zur Saison 2019/20 wurde Bugsaşspor zu Başkent Akademi Futbol Kulübü umbenannt.
Eine Saison danach wurde der Verein wieder umbenannt, diesmal in Mamak Futbol Kulübü.

## Ligazugehörigkeit
- 3. Liga: 1995–2001, seit 2007
- 4. Liga: 2001–2007,
- Regionale Amateurliga: 1984–1995

## Ehemalige bekannte Spieler
- Engin Aktürk
- Cem Can
- Gürhan Gürsoy
- Abdullah Keseroğlu
- Baki Mercimek
- İsmail Özeren
- Anıl Taşdemir
- Fatih Yiğituşağı

## Ehemalige bekannte Trainer
- Rahim Zafer
- Önder Özen
- Tayfun Türkmen
- Recai Şahinler

## Präsidenten (Auswahl)
- İrfan Kaya
- Abdulkadir Dişçi